# Anisodes curvisignata
Anisodes curvisignata är en fjärilsart som beskrevs av Louis Beethoven Prout 1938. Anisodes curvisignata ingår i släktet Anisodes och familjen mätare. Inga underarter finns listade i Catalogue of Life.